# Chthonos
Genre
Synonymes
- Tecmessa O. Pickard-Cambridge, 1882 nec Burmeister, 1878

Chthonos est un genre d'araignées aranéomorphes de la famille des Theridiosomatidae.

## Distribution
Les espèces de ce genre se rencontrent au Brésil, en Équateur et au Pérou.

## Liste des espèces
Selon World Spider Catalog (version 18.5, 03/11/2017) :
- Chthonos kuyllur Dupérré & Tapia, 2017
- Chthonos pectorosa (O. Pickard-Cambridge, 1882)
- Chthonos peruana (Keyserling, 1886)
- Chthonos quinquemucronata (Simon, 1893)
- Chthonos tuberosa (Keyserling, 1886)

## Publications originales
- Coddington, 1986 : The genera of the spider family Theridiosomatidae. Smithsonian Contributions to Zoology, no 422, p. 1-96 (texte intégral).
- O. Pickard-Cambridge, 1882 : On new genera and species of Araneidea. Proceedings of the Zoological Society of London, vol. 1882, p. 423-442 (texte intégral).